# Чемпионат СССР по дзюдо 1988
15-й Чемпионат СССР по дзюдо прошёл в Алма-Ате во Дворце спорта имени 50-летия Октября 4-7 февраля 1988 года.

## Медалисты
| Весовая категория           | Золото                                | Серебро                               | Бронза                                                                      |
| --------------------------- | ------------------------------------- | ------------------------------------- | --------------------------------------------------------------------------- |
| Наилегчайший вес (до 60 кг) | Амиран Тотикашвили Тбилиси            | Али Хамхоев Алма-Ата                  | Григорий Фаустов Кишинёв Радик Рашитов Набережные Челны                     |
| Полулёгкий вес (до 65 кг)   | Сергей Аширов Павлодар                | Сергей Космынин Минусинск             | Евгений Львов Старый Оскол Игорь Глывук Железногорск                        |
| Лёгкий вес (до 71 кг)       | Игорь Шкарин Набережные Челны         | Салават Мингазов Челябинск            | Георгий Тенадзе Гори Сергей Горичев Челябинск                               |
| Полусредний вес (до 78 кг)  | Башир Вараев Вооружённые Силы Грозный | Рашид Ибрагимов Профсоюзы Махачкала   | Виталий Будюкин Вооружённые Силы Москва Энгур Гогичашвили Профсоюзы Гори    |
| Средний вес (до 86 кг)      | Виталий Песняк «Динамо» Минск         | Фархад Раджабли Профсоюзы Сумгаит     | Сергей Злобин «Динамо» Керчь Олег Мальцев Профсоюзы Лесосибирск             |
| Полутяжёлый вес (до 95 кг)  | Коба Куртанидзе Вооружённые Силы Гори | Юрий Паршин Вооружённые Силы Москва   | Дмитрий Соловьев Профсоюзы Чирчик Гитарс Масколюнас Вооружённые Силы Каунас |
| Тяжёлый вес (свыше 95 кг)   | Хабиль Бикташев «Динамо» Куйбышев     | Акакий Кибордзалидзе «Динамо» Кутаиси | Олег Зинченко Профсоюзы Днепропетровск Сергей Косоротов «Динамо» Куйбышев   |
| Абсолютная категория        | Автандил Губеладзе Кутаиси            | Геннадий Ярёменко Одесса              | Олег Зинченко Днепропетровск Александр Тарасов Кумертау                     |

Командный зачёт
1. РСФСР
2. Грузинская ССР
3. Казахская ССР